# Inmatriculaciones en Astorga
La inmatriculación es el proceso a través del cual se produce «el ingreso o acceso de una finca en la vida registral de los Libros del Registro, efectuado por una inscripción de dominio de la misma a favor del inmatriculante».
Durante el periodo comprendido entre 1998 y 2015 la Iglesia Católica en España ha inmatriculado diferentes inmuebles, entre ellos una serie de bienes localizados en el término municipal de Astorga, tal y como figura en «Listado Bienes Iglesia Católica - Definitivo, Página n№. 244 de 931 (Pg. 926) del «Estudio sobre la inmatriculación de bienes inmuebles de la iglesia católica» publicado por el Ministerio de la Presidencia, Relaciones con las Cortes y Memoria Democrática del Gobierno de España el 16 de febrero de 2021.

## Inmatriculaciones en Astorga
En la correspondiente tabla se relacionan los bienes inmatriculados en el término municipal de Astorga a nombre de diversos titulares, Obispado de Astorga, Diócesis de Astorga, Seminario Mayor de Astorga así como diversas parroquias, una diferencia con otras tablas informativas, como inmatriculaciones en Bembibre, en la que figura un único titular, Diócesis de Astorga.
Así mismo, en el apartado Título, se aporta una descripción, cuanto menos orientativa, a diferencia, por ejemplo, de la inmatriculación ya citada, pertenecientes ambas a la misma diócesis, la de Astorga, pero a diferente registro de la propiedad, Ponferrada N.º 02 y Astorga, en que no existe ninguna nota descriptiva o que permita una mínima identificación del bien inmatriculado.
| CASTILLA Y LEÓN |           |           |                                                                                                 |                   |                                       |                                          |                                               |       |
| León            |           |           |                                                                                                 |                   |                                       |                                          |                                               |       |
| REGISTRO        | N.º Orden | Municipio | Título                                                                                          | Tipo              | Templo y dependencias complementarias | Titular                                  | Título distinto de certificación eclesiástica | Total |
| ASTORGA         |           |           |                                                                                                 |                   |                                       |                                          |                                               |       |
|                 |           | Astorga   |                                                                                                 |                   |                                       |                                          |                                               |       |
| Astorga         | 1         | Astorga   | Solar en Astorga en la C/ Valduerna 37                                                          | Solar             |                                       | Obispado de Astorga                      | NO                                            | 1     |
| "               | 2         | Astorga   | Seminario mayor diocesano con dependencias, jardines, patios e instalaciones                    | Seminario         | SI                                    | Diócesis de Astorga                      | NO                                            | 1     |
| "               | 3         | Astorga   | Iglesia de San Bartolome                                                                        | Iglesia           | SI                                    | "                                        | NO                                            | 1     |
| "               | 4         | Astorga   | Santuario de Nuestra Señora de Fátima                                                           | Santuario         | SI                                    | "                                        | NO                                            | 1     |
| "               | 5         | Astorga   | Iglesia parroquial de San Andrés                                                                | Iglesia           | SI                                    | "                                        | NO                                            | 1     |
| "               | 6         | Astorga   | Iglesia parroquial de Puerta de Rey                                                             | Iglesia           | SI                                    | "                                        | NO                                            | 1     |
| "               | 7         | Astorga   | Casa parroquial                                                                                 | Casa              |                                       | "                                        | NO                                            | 1     |
| "               | 8         | Astorga   | Iglesia Catedral, Claustro, Museo Catedralicio, Patios interiores, jardines y archivo Diocesano | Iglesia Catedral  | SI                                    | "                                        | NO                                            | 1     |
| "               | 9         | Astorga   | Palacio Episcopal                                                                               | Palacio Episcopal | SI                                    | "                                        | NO                                            | 1     |
| "               | 10        | Astorga   | Finca 9 del Polígono 10 al sitio de Castro                                                      | Rústica           |                                       | Parroquia de Puerta del Rey              | SI                                            | 1     |
| "               | 11        | Astorga   | Finca 74 del Polígono 10 al sitio de Fueyo                                                      | Rústica           |                                       | "                                        | SI                                            | 1     |
| "               | 12        | Astorga   | Parcela 5277 del Polígono 107 al sitio de Paredes                                               | Rústica           |                                       | Parroquia de Castrillo de los Polvazares | NO                                            | 1     |
| "               | 13        | Astorga   | Iglesia parroquial de Santa Marta                                                               | Iglesia           | SI                                    | Parroquia de Santa Marta de Astorga      | NO                                            | 1     |
| "               | 14        | Astorga   | Parcela 27 del Polígono 9 al sitio de Machina                                                   | Rústica           |                                       | Seminario Mayor de Astorga               | SI                                            | 1     |
| "               | 15        | Astorga   | Parcela 20 del Polígono 10 sitio de Los Toyales                                                 | Rústica           |                                       | "                                        | SI                                            | 1     |

### Resumen
Según esta información, se relacionan:
| Tipo     | Solares | Iglesias | Seminarios | Santuarios | Casas | Iglesia Catedral | Palacio Episcopal | Rústicas |
| Cantidad | 1       | 4        | 1          | 1          | 1     | 1                | 1                 | 5        |

En el término municipal de Astorga, y según le Diócesis de Astorga, existen nueve iglesias.
Según esta referencia, se constata que no se conoce cuales son las iglesia inmatriculadas y cuales no, lo que plantea la cuestión de por qué razón unas sí son inmatriculadas y otras no, llegando a plantear si la información publicada es correcta, completa.

## Lugares singulares inmatriculados
| N.º Orden                   | Título                                                                                          | Imagen                                     |
| Iglesias                    | Iglesias                                                                                        | Iglesias                                   |
| --------------------------- | ----------------------------------------------------------------------------------------------- | ------------------------------------------ |
| 3                           | Iglesia de San Bartolomé                                                                        | San Bartolomé, iglesia y cabildo           |
| 4                           | Santuario de la Virgen de Fátima                                                                | Santuario de Fatima                        |
| 5                           | Iglesia parroquial de San Andrés                                                                | Fachada iglesia de San Andrés, Astorga     |
| 6                           | Iglesia parroquial de Puerta de Rey                                                             | Panorámica con la iglesia de Puerta de Rey |
| 13                          | Iglesia parroquial de Santa Marta                                                               | Iglesia de Santa Marta                     |
| Otros edificios y complejos |                                                                                                 |                                            |
| 2                           | Seminario mayor diocesano con dependencias, jardines, patios e instalaciones                    | Seminario de Astorga                       |
| 8                           | Iglesia Catedral, Claustro, Museo Catedralicio, Patios interiores, jardines y archivo Diocesano | Astorga - Catedral, fachada                |
| 9                           | Palacio Episcopal                                                                               | Palacio Episcopal, Astorga                 |